# Elizate
Elizate (en castellà anteiglesia) és una paraula basca per a designar un poble o districte municipal que té el seu origen en les comunitats que s'organitzaven al voltant d'una església i tenien com a òrgan de govern l'assemblea de tots els veïns, que se celebrava en concejo abierto en el pòrtic o atri de l'església parroquial. D'aquest costum procedeix el nom d'aquest terme. El concepte és en certa manera similar al de la parròquia gallega. L'origen d'aquesta organització que té relleu sociopolític, es basa en els següents elements: Existència d'una església parroquial i institucionalització pública de les reunions celebrades.
A Biscaia aquesta institució bàsica es consolida en crear-se les Juntes Generals, que són les reunions dels representants dels diferents elizates d'un territori donat. Aquesta institució gaudia d'una molt àmplia autonomia respecte als òrgans de govern del Senyoriu de Biscaia. Els furs de 1452 i 1526 no inclouen més que una molt reduïda normativa pel que fa a les autoritats dels elizates.

## Organització
Els elizates biscaïns formaven part de l'anomenada lur laua (terra plana). Es regien i regeixen pel dret foral, en contraposició dels furs de les viles i ciutats. La responsabilitat del govern corresponia a l'assemblea de veïns, la qual era presidida per un fidel síndic i procurador general, que adoptava com a representació de l'autoritat la makila o llança de l'elizate. El fidel exercia el càrrec per un període determinat, normalment un any, i representava a l'elizate en les juntes de la merindad corresponent.
Els elizates estaven dividits en confraries que corresponien als seus barris. Actualment es manté aquesta institució en molt pocs llocs. Un exemple de pervivència n'és l'elizate d'Iurreta.